# Comisión Mixta de Seguridad Nacional
En España, la Comisión Mixta de Seguridad Nacional es una comisión parlamentaria permanente de las Cortes Generales integrada por miembros del Congreso de los Diputados y del Senado. La comisión se crea en 2015 por la Ley de Seguridad Nacional (LSN) como el órgano del poder legislativo encargado de asumir las funciones que esta ley otorga a las Cortes. Se constituyó por primera vez en la xi legislatura.

## Competencias
Del articulado de la LSN se deducen las siguientes áreas de su competencia:
- Debatir las líneas generales de la política de Seguridad Nacional.
- Recabar información sobre las actuaciones del Gobierno en materia de Seguridad Nacional.
- Controlar la actuación del Gobierno en materia de Seguridad Nacional
- Recibir información anual del Gobierno, mediante un representante del mismo, sobre la evolución de la Seguridad Nacional y la presentación por el mismo de la Estrategia de Seguridad Nacional y sus revisiones

## Presidentes
| Presidente                  | Partido político | Circunscripción | Mandato    |
| --------------------------- | ---------------- | --------------- | ---------- |
| María Dolores de Cospedal   | PP               | Toledo          | 2016       |
| José Manuel García-Margallo | PP               | Alicante        | 2016-2019  |
| Vicente Tirado Ochoa        | PP               | Toledo          | 2019       |
| Carlos Aragonés Mendiguchía | PP               | Madrid          | 2020-2023  |
| Ana Pastor Julián           | PP               | Pontevedra      | 2023-2024  |
| Edurne Uriarte              | PP               | Madrid          | 2024-pres. |

## Subcomisiones o ponencias

### Actuales
Actualmente la comisión no posee ninguna subcomisión o ponencia.

### Históricas
| Nombre                                                                    | Presidente                       | Mandato                                        | Refs. |
| ------------------------------------------------------------------------- | -------------------------------- | ---------------------------------------------- | ----- |
| Ponencia de estudio de cuestiones relativas a la ciberseguridad en España | José Manuel García-Margallo (PP) | 28 de septiembre de 2017-28 de febrero de 2019 | [ 3 ] |

## Composición actual
De acuerdo con la Resolución de las Mesas del Congreso y del Senado de 26 de julio de 2019, las comisiones mixtas se componen de 37 miembros, aunque esta actualmente posee 39.
| Mesa de la Comisión                 | Mesa de la Comisión | Mesa de la Comisión              | Mesa de la Comisión                 | Mesa de la Comisión                 | Mesa de la Comisión          | Mesa de la Comisión    | Mesa de la Comisión              | Mesa de la Comisión          |
| Presidente                          | Presidente | Presidente                       | Vicepresidente primero              | Vicepresidente primero              | Vicepresidente segundo       | Vicepresidente segundo | Secretario primero               | Secretario segundo           |
| ----------------------------------- | --- | -------------------------------- | ----------------------------------- | ----------------------------------- | ---------------------------- | ---------------------- | -------------------------------- | ---------------------------- |
| Vicente Tirado Ochoa (PP)           | Vicente Tirado Ochoa (PP) | Vicente Tirado Ochoa (PP)        | José Antonio Rodríguez Salas (PSOE) | José Antonio Rodríguez Salas (PSOE) | Joan Mesquida (Cs)           | Joan Mesquida (Cs)     | Juan Antonio Delgado Ramos (UP)  | Elena Mañez Rodríguez (PSOE) |
| Miembros de la Comisión             | |                                  |                                     |                                     |                              |                        |                                  |                              |
| Grupo Socialista                    | Grupo Popular | Grupo Ciudadanos                 | Grupo Unidas Podemos                | Grupo VOX                           | Grupo ERC                    | Grupo PNV              | Grupo Nacionalista (Senado)      | Grupo Mixto                  |
| - María de los Ángeles Luna Morales | - Maria Salom - Carlos Yécora Roca - Javier Márquez Sánchez - Jesús Postigo Quintana - Rodrigo Mediavilla - Teresa Ruiz-Sillero - Jaime Miguel Mateu Istúriz - Carlos Aragoneses | - Francisco Javier Alegre Buxeda | - Rafael Mayoral                    | - Iván Espinosa de los Monteros     | - Xavier Castellana Gamisans | - Mikel Legarda        | - Josep Lluís Cleries i Gonzàlez | - Jon Iñarritu               |
| Fuente:                             | |                                  |                                     |                                     |                              |                        |                                  |                              |